# Wadim Krasnosłobodcew
Wadim Anatoljewicz Krasnosłobodcew, ros. Вадим Анатольевич Краснослободцев (ur. 16 sierpnia 1983 w Ust-Kamienogorsku, Kazachska SRR) – kazachski hokeista, reprezentant Kazachstanu. 

## Kariera
- Awangard 2 Omsk (1999-2001)
- Mostowik Kurgan (2001-2003)
- Awangard 2 Omsk (2003-2004)
- Mieczeł Czelabińsk (2004)
- Amur Chabarowsk (2004-2005)
- Awangard 2 Omsk (2005)
- Motor Barnauł (2005-2006)
- Nieftiechimik Niżniekamsk (2006-2007)
- Kazakmys Sätbajew (2007-2008)
- Barys Astana (2008-2013)
- Torpedo Niżny Nowogród (2013-2015)
- Barys Astana (2015-2016)
- Admirał Władywostok (2016-2017)
- Torpedo Niżny Nowogród (2017-2018)
- HSC Csíkszereda (2018-2019)

Wychowanek Torpedo Ust-Kamienogorsk. Od 2007 zawodnik Barysu Astana. W marcu 2013 przedłużył kontrakt z klubem o trzy lata. Od 1 maja 2013 zawodnik Torpedo Niżny Nowogród, związany dwuletnim kontraktem. Wraz z końcem kwietnia 2015 i wygaśnięciem kontraktu odszedł z klubu. Od czerwca 2015 ponownie zawodnik Barysu Astana, od lipca 2015 związany dwuletnim kontraktem. Zwolniony z klubu w czerwcu 2016. Od lipca 2016 zawodnik Admirała Władywostok. Od końca grudnia 2017 ponownie zawodnik Torpedo.
Uczestniczył w turniejach mistrzostw świata w 2006, 2009 (Dywizja I), 2010 (Elita), 2011 (Dywizja I), 2012 (Elita), 2013 (Dywizja I), 2014 (Elita), 2015 (Dywizja I), 2016 (Elita).
W trakcie kariery określany pseudonimem Bob.

## Sukcesy
Reprezentacyjne
- Awans do MŚ Elity: 2009, 2011, 2013, 2015
- Złoty medal Zimowych igrzysk azjatyckich: 2011

Klubowe
- Brązowy medal rosyjskiej Wysszaja Liga: 2008 z Kazakmysem
- Puchar Kazachstanu: 2008 z Kazakmysem
- Złoty medal mistrzostw Kazachstanu: 2009 z Barysem Astana
- Srebrny medal mistrzostw Kazachstanu: 2011 z Barysem Astana

Indywidualne
- Mistrzostwa Świata w Hokeju na Lodzie 2009/I Dywizja:
  - Pierwsze miejsce w klasyfikacji asystentów turnieju: 6 asyst
  - Drugie miejsce w klasyfikacji kanadyjskiej turnieju: 9 punktów
  - Pierwsze miejsce w klasyfikacji +/- turnieju: +9
  - Najlepszy napastnik turnieju
- Hokej na lodzie na Zimowych Igrzyskach Azjatyckich 2011:
  - Pierwsze miejsce w klasyfikacji +/- turnieju: +21 ex aequo
  - Najlepszy napastnik turnieju
- Mistrzostwa Świata w Hokeju na Lodzie 2015/I Dywizja#Grupa A:
  - Pierwsze miejsce w klasyfikacji asystentów turnieju: 4 asysty[10]
  - Piąte miejsce w klasyfikacji kanadyjskiej turnieju: 6 punktów[11]